# Leslie Easterbrook
Leslie Easterbrook (ur. 29 lipca 1949 w Los Angeles) – amerykańska aktorka.

## Filmografia
| Data | Tytuł                                                                                 | Rola                      |
| 1980 | Co jest grane (Just Tell Me What You Want)                                            | pielęgniarka              |
| 1984 | Akademia Policyjna (Police Academy)                                                   | sierżant Callahan         |
| 1985 | Meandry wiedzy (Misfits of Science)                                                   | sekretarka Stricklanda    |
| 1985 | Wakacje w kurorcie (Private Resort)                                                   | Bobbie Sue                |
| 1986 | Akademia Policyjna 3: Powrót do szkoły (Police Academy 3: Back in Training)           | porucznik Callahan        |
| 1987 | Akademia Policyjna 4: Patrol obywatelski (Police Academy 4: Citizens on Patrol)       | porucznik Debbie Callahan |
| 1988 | The Taking of Flight 847: The Uli Derickson Story                                     | Audrey                    |
| 1988 | Akademia Policyjna 5: Misja w Miami Beach (Police Academy 5: Assignment: Miami Beach) | porucznik Debbie Callahan |
| 1989 | Akademia Policyjna 6: Operacja Chaos (Police Academy 6: City Under Siege)             | kapitan Debbie Callahan   |
| 1994 | Akademia Policyjna 7: Misja w Moskwie (Police Academy: Mission to Moscow)             | kapitan Callahan          |
| 1995 | Mr. Payback:An interactive movie                                                      | Diane                     |
| 1997 | Dwa słabe głosy (Two Small Voices)                                                    | Pacjent #2                |
| 1997 | W matni (The Hunted)                                                                  | Lynn                      |
| 2000 | Pieśń skowronka (The Song of the lark)                                                | Jesse Darcy               |
| 2000 | Artie                                                                                 | nauczyciel nauki          |
| 2001 | Maniacts                                                                              | Knull                     |
| 2002 | The Moment After                                                                      | Stephanie                 |
| 2002 | The Biggest Fan                                                                       | policjant                 |
| 2003 | Dismembered                                                                           | Helen                     |
| 2004 | Tales of a Fly on the Wall                                                            | matka Buda                |
| 2005 | Bękarty diabła (The Devil’s Rejects)                                                  | matka Firefly             |
| 2005 | Morderstwo w bazie Presidio (Murder at the Presidio)                                  | Thelma Atkins             |
| 2007 | Dziewczyna moich koszmarów (The Heartbreak Kid)                                       | mama Jodi                 |
| 2007 | Halloween                                                                             | Patty Frost               |
| 2007 | Dom (House)                                                                           | Betty                     |
| 2009 | Black Water Transit                                                                   | Bet Tannen                |

### Seriale TV
- 1993–2001: Diagnoza morderstwo (Diagnosis Murder) jako Helen Frolick
- 1992–1997: Hangin’ with Mr. Cooper jako trenerka Judd
- 1989–2001: Słoneczny patrol (Baywatch) jako Dita
- 1986–1995: Matlock jako Joanna Wilton
- 1985–1989: It’s a Living
- 1984–1991: Detektyw Hunter (Hunter) jako June Schwan (gościnnie)
- 1984−1996: Napisała: Morderstwo (Murder, She Wrote) jako Glenda Morrison
- 1984–1990: Jeden z dziesięciu (1st & Ten) jako Allison
- 1979–1985: Diukowie Hazzardu jako Madame Delilah
- 1979–1986: Trapper John, M.D. jako Louella
- 1978–1984: Fantasy Island
- 1977–1986: Statek miłości (The Love Boat) jako Edie Franklin
- 1976–1983: Laverne & Shirley jako Rhonda Lee
- 1975–1989: Ryan’s Hope jako Devlin Kowalski